# Héros sans retour
Pour plus de détails, voir Fiche technique et Distribution.
Héros sans retour (titre original Marcia o crepa) est un italo-hispano-allemand réalisé par Frank Wisbar, sorti en 1962.

## Synopsis
Le capitaine Leblanc, officier de la Légion étrangère, est chargé de conduire un groupe ayant pour objectif de capturer Ben Bled, un responsable FLN. La première partie de l'opération réussit, mais le retour se révèle d'autant plus difficile que la situation politique a évolué en raison des pourparlers de paix.

## Fiche technique
- Titre : Héros sans retour
- Titre original : Marcia o crepa
- Réalisation : Frank Wisbar
- Scénario : Arturo Tofanelli
- Adaptation française [1] : Jacques Michau,
- Dialogues : Lucette Gaudiot
- Musique : Angelo Francesco Lavagnino
- Photographie : Cecilio Paniagua
- Son : Luigi Puri
- Montage : Mario Serandrei
- Décors : Enzo Constantini
- Costumes : Demofilo Fidani
- Pays d'origine :  Allemagne de l'Ouest,  Italie,  État espagnol
- Producteur : Willy Zeyn
- Genre : Film de guerre
- Durée : 101 min
- Dates de sortie : 
  - Italie : 14 novembre 1962
  - France 2 décembre 1964

## Distribution
- Stewart Granger (VF : Bernard Dheran) : capitaine Leblanc
- Dorian Gray (VF : Sophie Leclair) : Nora
- Carlos Casaravilla : Mohammed
- Riccardo Garrone (VF : Jacques Deschamps)  :Paul
- Fausto Tozzi (VF : Marcel Bozzuffi) : Brascia
- Ivo Garrani (VF : Albert Medina) : Colonel Dionne
- Alfredo Mayo  (VF : René Beriard) : Commandant
- Leo Anchoriz  (VF : Jean-Pierre Duclos) : Garcia
- Rafael Luis Calvo (VF : Jacques Dynam)
- Maurizio Arena (VF : Pierre Trabaud) : Dolce vita
- Pablito Alonso : le petit arabe
- Hans von Borsody : Fritz
- Peter Carsten : Barbarossa
- George Martin : le lieutenant
- John Karlsen